# Herpai Sándor
Herpai Sándor (Budapest, 1954. február 3. – Budapest, 2014. február 14.) magyar rock-, jazz- és folkdobos. Pályáját az 1970-es években kezdte, 1978-tól a magyar rock élvonalában játszott.

## Pályafutása
Először gitározott, majd az első gimnáziumi osztály után megismerkedett a dobokkal is. Schwarcz Jánostól, az Operaház ütősétől klasszikus dobot, majd Kovács Gyulától jazzdobot tanult. Ezután a jazzkonzervatórium következett, a Bartók Béla Zeneművészeti Szakiskolában a jazz tagozaton végzett.
Az 1970-es évek elején a Hétfő, majd a Meteor, 1974 és 1977 között a V’73 zenekarokban játszott, amely utóbbi a Hétfő folytatása. Itt Lerch Istvánnal és Sáfár Józseffel (később P. Box) játszott együtt. 1977-ben a Bergendy-együttesből távozó Demjén Ferenccel megalakították a V’Moto-Rock nevű zenekart. Demjénnel még a Meteor együttesből ismerték egymást. A gitáros posztra Menyhárt János (ex-Korál) érkezett. A zenekar 1989-es feloszlásáig tagja volt, de már 1987-ben más irányú zenei igényeinek kielégítésére megalapította a Barbaro együttest. 1998 és 2001 között a P. Mobil, 2001 és 2002 között a Keresztes Ildikó Band tagja volt.
A Barbaro zenekar volt az egyetlen, amelyben az önkifejezés eszközét látta, és ahol zenei kompromisszumok nélkül játszotta azt, amit szeretett. A Barbaro három albumot vett fel. 2010-ben a Barbaro nem koncertezett, ekkor a Kormorán tagja lett.
Főleg Gretsch dobokon játszott 1978-tól, de volt egy Rogers felszerelése is. Ezek mellett Stambul Paiste cintányérokat használt.
Leányfalun lakott. 2014. február 10-én járőröző rendőrök találtak rá erősen kihűlve a Duna-parton. Kórházba szállították, ahol négy nappal később, február 14-én életét vesztette.
Testvére: Herpai Zoltán grafikus, festőművész.

## Diszkográfia
- Meteor

A gárdista / Kívánj Te is nekem szép jó éjszakát! (SP, 1970)
- V'73

Általában mindig / Dal mindenkinek (SP, 1974)
Csak egy pillanat (SP, 1977)
- V'Moto-Rock

- Barbaro

1990 (LP, 1990)
1994 (LP, 1994)
2007 (LP, 2007)
- P.Mobil

Honfoglalás – szimfonikus verzió (1996, közreműködő)
Színe-java (LP, 1999)
Gastroblues fesztivál (koncert, 2000)
Radics Béla emlékkoncert (koncert, 2001)
Honfoglalás szimfonikus koncert 1996 (koncert, 2002)
Múlt idő 1984–2003 (2009)
Múlt idő 1985–2007 (2009)
Örökmozgó lettem 1. (2009)
Harminc éve örökmozgó 1980–2010 (2010)